# Cieltje Van Achter
Cieltje Van Achter (1979) é uma advogada e política belga e membro do partido Nova Aliança Flamenga (N-VA).
Van Achter é nora do ex-líder do N-VA Geert Bourgeois. Ela estudou Direito na Universidade Católica de Leuven e na Université René Descartes em Paris. Mais tarde, estudou Relações Internacionais na Universidade Johns Hopkins em Washington, DC.
Desde 2014 que tem servido como membro do Parlamento da Região de Bruxelas-Capital. Nas eleições de 2019, foi reeleita como líder da lista N-VA no Parlamento de Bruxelas com 3256 votos. O partido manteve os seus três assentos e tornou-se o segundo maior partido de língua holandesa. Van Achter posteriormente tornou-se presidente da facção N-VA no Parlamento de Bruxelas.